# El sentido de la vida, el universo y todo lo demás
El sentido de la vida, el universo y todo lo demás es un concepto procedente de la saga de ciencia ficción The Hitchhiker's Guide to the Galaxy (1979; en la edición en español, Guía del Viajero Intergaláctico para América y Guía del autoestopista galáctico para Europa), de Douglas Adams. En la historia, el sentido de la vida, el universo y todo lo demás es buscado por un superordenador llamado «Pensamiento Profundo» (Deep Thought en inglés). El sentido dado por Pensamiento Profundo conduce a los protagonistas a una aventura para averiguar la pregunta que da lugar a la respuesta.

## El sentido de la vida, el universo y todo lo demás

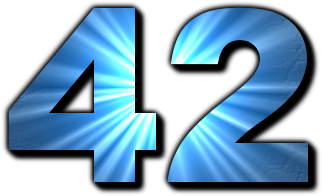
El sentido de la vida, el universo y todo lo demás: 42

Según The Hitchhiker's Guide to the Galaxy, un grupo de exploradores de una raza de seres pandimensionales e hiperinteligentes construyen Pensamiento Profundo, la segunda mejor computadora de todos los tiempos, para obtener la respuesta al sentido de la vida, el universo y todo lo demás. Después de siete millones y medio de años meditando la pregunta, Pensamiento Profundo declara que la respuesta es cuarenta y dos, razonando que la pregunta fue mal planteada y debe ser formulada correctamente para entender la respuesta.
Cuando se le pregunta si puede decir «la pregunta definitiva», la computadora responde que no; sin embargo, puede ayudar a diseñar una computadora aún más poderosa, la Tierra, que puede formular la pregunta. Los programadores se embarcan entonces en un programa de diez millones de años para descubrir la pregunta definitiva. Esta nueva computadora incorpora seres vivos en la «matriz computacional», mientras que los seres pandimensionales asumen la forma de ratones. El proceso es obstaculizado tras ocho millones de años por la llegada inesperada de los Vogones y luego arruinado por completo, cinco minutos antes de que se completara, cuando la Tierra es destruida por los vogones para construir una ruta directa hiperespacial. Posteriormente se revela que esto era un ardid: los vogones habían sido contratados para destruir la Tierra por un consorcio de psiquiatras, liderados por Gag Halfrunt, quienes temían perder sus carreras cuando se descubriera el sentido de la vida.
Al faltar una pregunta verdadera, los ratones deciden no pasar de nuevo por todo el proceso y deciden usar, sin fundamentos, la pregunta «¿Cuántos caminos debe un hombre recorrer?» de la canción de protesta de Bob Dylan «Blowin' in the Wind».
Al final de la serie radial (y de la serie de televisión, así como el libro El restaurante del fin del mundo) Arthur Dent, habiendo escapado de la destrucción de la Tierra, contiene potencialmente parte de la matriz computacional en su cerebro. Intenta descubrir la pregunta definitiva extrayéndola de sus ondas cerebrales, como sugiere Ford Prefect, cuando un troglodita que jugaba Scrabble deletrea cuarenta y dos. Arthur saca letras al azar de una bolsa pero solo consigue la oración «¿Cuál es el resultado de multiplicar seis por nueve?»

«Seis por nueve. Cuarenta y dos».

«Ya está. Eso es todo lo que hay».

«Siempre pensé que había algo fundamentalmente erróneo con este universo».

Seis veces nueve es, por supuesto, cincuenta y cuatro. El programa de la «computadora Tierra» tendría que haber funcionado correctamente, pero el arribo inesperado de los Golgafrinchanes a la Tierra prehistórica causó errores de entrada en el sistema —calculando (debido a la regla garbage in, garbage out) una respuesta errónea— haciendo inválida la pregunta del subconsciente de Arthur desde el principio.
Citando al séptimo episodio de la serie radial, transmitido en Navidad de 1978:

Narrador: hay una teoría que dice que si alguna vez se descubre exactamente qué es el Universo y por qué está aquí, desaparecerá instantáneamente y será remplazado por algo incluso más extraño e inexplicable.

Hay otra teoría que dice que eso ya ha pasado múltiples veces.

Algunos lectores notaron posteriormente que 613 × 913 = 4213 (usando base 13). Douglas Adams bromeó más tarde sobre esta observación, diciendo que «podré ser un caso perdido, pero no escribo chistes en base 13».
En La vida, el universo y todo lo demás, Prak, un hombre que conoce toda la verdad, confirma que 42 es la respuesta definitiva, y que es imposible que se conozca la respuesta definitiva y la pregunta definitiva en el mismo universo (comparable al principio de incertidumbre), ya que se cancelarían entre sí y destruirían el universo, reemplazándolo por algo más extraño (como lo describe la primera teoría), lo cual ya ha pasado (como dice la segunda teoría). Aunque nunca se encuentra la pregunta, 42 aparece en el número de la mesa donde se sientan Arthur y sus amigos cuando llegan a Milliways al final de la serie radial. Del mismo modo, Informe sobre la Tierra: fundamentalmente inofensiva termina cuando Arthur se detiene ante una calle exclamando «¡Allí, el número 42!» y entra al club Beta, propiedad de Stavro Mueller, quien aparentemente es la reencarnación de Agrajag en Stavromula Beta. Poco después, la Tierra es destruida en todas sus encarnaciones.

## El número 42
Se le ha preguntado varias veces a Douglas Adams por qué eligió el número 42. Se propusieron muchas teorías, pero Adams las rechazó todas. El 3 de noviembre de 1993 dio una respuesta en alt.fan.douglas-adams:

La respuesta a esto es muy simple. Fue una broma. Tenía que ser un número, un número ordinario y pequeño, y elegí ese. Representaciones binarias, base 13, monjes tibetanos, es todo un completo disparate. Me senté en mi escritorio, miré hacia el jardín y pensé «42 será», y lo escribí. Fin de la historia.

Adams describió su elección como «un número completamente ordinario, un número no solo divisible por dos sino también por seis y siete». Es de hecho el tipo de número que podrías presentar sin ningún tipo de miedo a tus padres.
Aunque 42 era un número sin significado oculto, Adams, explicó en más detalle en una entrevista con Iain Johnstone de BBC Radio 4 (grabada en 1998 pero nunca transmitida) para celebrar el aniversario número 20 de la primera transmisión radial. Habiendo decidido que tenía que ser un número, intentó pensar en qué «número ordinario» debía ser. Luego de descartar los números no enteros recordó haber trabajado como «prestatario» para John Cleese en sus vídeos de entrenamiento de Video Arts. Cleese necesitaba un número divertido para el remate de un sketch que incluía un cajero de banco (él mismo) y un cliente (Tim Brooke-Taylor). Adams creía que el número que se le ocurrió a Cleese era 42 y decidió usarlo.
Adams también escribió un sketch para The Burkiss Way llamado «42 Logical positivism Avenue» (Avenida empirismo lógico 42), lanzado en BBC Radio 4 el 12 de enero de 1977 —14 meses antes de la primera vez que aparece el número 42 en el cuarto episodio de la serie radial La guía del autoestopista espacial, transmitido el 29 de marzo de 1978—.
En enero de 2000, en respuesta a la pregunta «¿De dónde viene el número 42?» de un panelista del show de radio Book Club, Adams explicó que estaba «camino al trabajo una mañana, mientras todavía intentaba escribir la escena, y pensando cuál debía ser la respuesta. Eventualmente decidió que debería ser algo que no tuviese sentido- un número, uno mundano. Y así es cómo llegó al número 42, completamente al azar».
Stephen Fry, amigo de Adams, afirmó que Adams le dijo «exactamente por qué 42», y que la razón es «fascinante, extraordinaria y, cuando piensas bien en eso, completamente obvia». Sin embargo, Fry ha jurado que no le diría a nadie el secreto, y que se iría con él a la tumba. John Lloyd Stephens, colaborador de Adams en The Meaning of Liff y dos episodios de la serie televisiva, dijo que Douglas nombró a 42 como «el más divertido de los números de dos dígitos».
El número 42 también aparece frecuentemente en la obra de Lewis Carroll, y algunos críticos han sugerido su influencia. Otros suponen que Carrol influyó en que Adams haya nombrado los episodios de la serie radial original The Hitchhiker's Guide to the Galaxy «fits», palabra que Carroll usó para nombrar los capítulos de La caza del Snark.
Hay una historia persistente que cuarenta y dos es en realidad un tributo de Adams a la infatigable encuadernación de libros, siendo cuarenta y dos el número promedio de líneas en una página promedio de una encuadernación promedio.

## Curiosidades
La idea original es una adaptación de un relato de Isaac Asimov: La última pregunta, en la que los seres humanos encargan a un superordenador (llamado AC) averiguar si es posible resolver el problema de la entropía del universo para asegurar la supervivencia de la vida.
Facebook tenía un emoticono, retirado el 28/ de diciembre 2012, «:42:», que hacía referencia a ese tema. En 2014, el ícono que aparecía en Facebook al poner en el estado «Estoy buscando el sentido de la vida» es el «:42:».
Al realizar una búsqueda en Google «the answer to life the universe and everything» aparece una calculadora, dando como resultado el número 42.